# Абдуллаев, Рает Алядинович
Рает (Раит) Алядинович Абдуллаев (1 февраля 1935, Россошанка, Крымская АССР — август 2022, Симферополь) — советский и украинский ученый-экономист, доктор экономических наук, профессор.

## Биография
В 1961 году окончил Ташкентский сельскохозяйственный институт. В 1968 году защитил диссертацию кандидата экономических наук, в 1986 году – докторскую диссертацию, в 1988 году присвоено звание профессора. С 1968 по 1995 год работал в Андижанском филиале Среднеазиатского НИИ экономики сельского хозяйства младшим и старшим научным сотрудником, заведующим отделом, директором. 
С 1995 года – заведующий кафедрой Крымского индустриально-педагогического института.
С 29 мая 2009 года входил в открытый приуниверситете ученый совет по защите кандидатских диссертаций по специальности 08.00.03 «Экономика и управление государственным хозяйством». 
Исследовал реформирование аграрных отношений, формирование эффективного механизма хозяйствования, позднее экономика телекоммуникаций и кинопроизводства. Автор более 160 научных работ. Под его руководством подготовлено 32 кандидатов и докторов экономических наук.
Умер в августе 2022 года в Симферополе.

## Публикации
- Абдуллаев Р .А. Стратегические приоритеты развития экономики Крыма: монография. — Доля, 2007
- Абдулгазис В. С., Абдуллаев Р .А. Влияние макроэкономических факторов на развитие телекоммуникационного рынка Украины, 2012
- Крымский вектор — 2019: сборник научных трудов Всероссийского экономического форума с международным участием, 7-8 декабря 2018 г / Министерство образования науки и молодежи Республики Крым, КИПУ; редакционная коллегия: Абдуллаев Р. А. (главный редактор), д.э.н., профессор и др. — Симферополь : ИТ «Ариал», 2018. — 439 с.
- Абдуллаев Р. А., Таймазова Э. А., Мандражи З. Р. Информационные системы и технологии в бухгалтерском учете: учебно-методическое пособие. — КИПУ. — Симферополь, 2019. — 147 с.
- Абдуллаева Р. А., Новикова О. С. Аналитический обзор развития кинобизнеса в России в конце XX — начале XXI века // Электронный научный журнал «SCI-ARTICLE.RU», № 68, 2019

## Награды[2]
- почетное звание «Заслуженный работник образования Автономной Республики Крым»;
- грамота Министерства образования и науки, молодежи и спорта Автономной Республики Крым;
- медаль «Ветеран труда»;
- медаль «За трудовую доблесть»;
- медаль «За освоение целинных земель».